# Копальня Дукм (вапнякова)
Копальня Дукм (вапнякова) – гірничовидобувне підприємство на сході Оману.
В 2010-х роках на східному узбережжі Оману почали розвитку порту та індустріальної зони Дукм. Одним з основних напрямів діяльності при цьому є видобуток нерудних корисних копалин, зокрема, компанія Desert Enterprises Trading and Contracting ввела в дію вапняковий кар’єр, що лежить за чотири десятки кілометрів від порту. Цей майданчик має потужність на рівні кількох сотень тисяч тон на місяць.
Вивіз продукції здійснюється через порт Дукм, який в травні 2017-го відправив перше судно, завантажене вапняком.
Запаси проекту оцінюються у 200 млн тон.